# Trąd
Trąd, lepra, choroba Hansena (HD) – przewlekła choroba zakaźna występująca u ludzi i zwierząt, wywołana przez prątki Mycobacterium leprae, bakterię odkrytą w 1873 roku przez norweskiego naukowca Armauera Hansena oraz  Mycobacterium lepromatosis odkrytą w 2008 roku. Występuje w dwóch postaciach: lepromatycznej (lepra lepromatosa tuberosa) i tuberkuloidowej (lepra tuberculoides). Odmiana lepromatyczna jest zaraźliwa, a jej objawy to guzowate krosty podobne do występujących w innych infekcjach i alergiach. Postać tuberkuloidowa jest mniej zaraźliwa, ale groźniejsza dla samego zarażonego: początkowo pojawiają się plamy na skórze, stopniowo utrata czucia, szczególnie w palcach nóg i rąk, nieleczona prowadzi do zwyrodnień i utraty tkanki.
Do niedawna badania nad trądem były bardzo trudne, wywołującego go bowiem mikroba nie można hodować w warunkach laboratoryjnych. Odkryto jednak, że na trąd cierpią także amerykańskie pancerniki (ze względu na stosunkowo niską temperaturę ciała) i od tej pory zwierzęta te wykorzystuje się w doświadczeniach. W 2005 r. grupa kierowana przez Marca Monota z paryskiego Instytutu Pasteura na podstawie badań DNA bakterii Mycobacterium leprae odtworzyła prawdopodobny scenariusz rozprzestrzeniania się trądu na kuli ziemskiej. W trakcie badań 175 próbek z 21 krajów świata wydzielono jedynie 4 polimorfizmy różnicujące szczepy. Na pierwszy, najrzadszy szczep można natrafić w Etiopii, na Nowej Kaledonii i w Nepalu, drugi rozpowszechniony jest na pacyficznych wybrzeżach Azji i w Afryce wschodniej (Madagaskarze i Mozambiku), trzeci w Europie i obu Amerykach, zaś czwarty na Karaibach i w Afryce Zachodniej.

## Przebieg choroby
Początkowo zakażenie przebiega bezobjawowo i zazwyczaj utrzymuje się w takiej formie przez okres od 5 do nawet 20 lat. Rozróżnia się dwa główne typy choroby w zależności od ilości obecnych prątków: postać tuberkuloidowa – typ z niewielką ilością prątków i postać lepromatyczna – typ ze znaczną ilością prątków. 
Postać tuberkuloidowa cechuje się obecnością skąpych i odgraniczonych odbarwień skóry o niesymetrycznym ułożeniu oraz uszkodzeniem powierzchownych nerwów obwodowych, które prowadzi do wyczuwalnego i widocznego ich pogrubienia. Neuralgia prowadzi do zaburzeń czucia, co sprzyja urazom, a także do zaników mięśniowych i deformacji kostno-stawowych.
Postać lepromatyczna cechuje się symetrycznymi naciekami w tkankach. Obserwuje się różne zmiany skórne, w tym odbarwienia, grudki i tarczowate nacieki, które mogą niszczyć głębsze tkanki. Zmiany dotyczą również błony śluzowej nosa, którego wydzielina jest mocno zakaźna. Dochodzi do deformacji małżowin usznych. W obrębie oczu pojawia się zapalenie rogówki lub spojówek. Obrzęk skóry na czole, na granicy z wargami i uszami, zapadnięcie czubka nosa powoduje deformacje twarzy nazywaną lwią twarzą. Obserwuje się zaburzenia czucia i uszkodzenia kości.
Istnieją postacie pośrednie.

## Epidemiologia
W 2012 r. na całym świecie stwierdzono 189 tys. przypadków przewlekłego trądu, a nowych zachorowań było 230 tys. Liczba osób przewlekle chorych na trąd zmniejszyła się z około 5,2 mln w latach 80. XX wieku. Choroba częściej występuje wśród osób żyjących w ubóstwie. Większość nowych zachorowań występuje w 16 krajach, ponad połowa w Indiach. W ciągu ostatnich 20 lat ponad 16 milionów ludzi zostało wyleczonych z trądu.  

## Droga zakażenia
Do zakażenia dochodzi poprzez bliskie kontakty pomiędzy ludźmi, prawdopodobnie przez błony śluzowe i skórę. W postaci lepromatycznej możliwa jest droga kropelkowa. Choroba nie jest wysoce zaraźliwa. Postać tuberkuloidowa nie jest zakaźna.

## Diagnoza
Podstawą do rozpoznania jest stwierdzenie typowych zmian skórnych z utratą nerwów oraz stwierdzenie prątków kwasoopornych w wycinkach skóry. Typ z niewielką ilością prątków i typ ze znaczną ilością prątków rozróżnia się na podstawie liczby obecnych słabo zabarwionych, pozbawionych czucia obszarów skóry, w przypadku typu z niewielką ilością prątków występuje ich pięć lub mniej, zaś w przypadku typu ze znaczną ilością prątków, występuje ich więcej niż pięć. Diagnozę potwierdza się poprzez stwierdzenie prątków kwasoopornych w wycinkach skóry i błony śluzowej, szczególnie nosa, bioptatach zmienionych miejsc lub zeskrobinach lub przez wykrycie DNA bakterii za pomocą łańcuchowej reakcji polimerazy (PCR). W przypadkach wątpliwych przydatna może być technika hybrydyzacji in situ z użyciem sondy molekularnej reagującej z materiałem genetycznym prątka.
Testy serologiczne mają mniejsze znaczenie. Przeciwciała są wykrywane w postaci lepromatycznej, jednak są niewykrywalne w postaci tuberkuloidowej.
Bywają stosowane testy skórne, które na ogół są dodatnie u chorych z postacią tuberkuloidową, jednak może być dodatni u ludzi z terenów endemicznych. W postaci lepromatycznej zwykle jest ujemny.

## Leczenie
Trąd jest uleczalny przy zastosowaniu właściwego leczenia. Leczenie typu choroby z niewielką ilością prątków odbywa się za pomocą skojarzenia dapsonu i ryfampicyny przez 6 miesięcy. Leczenie typu choroby ze znaczną ilością prątków składa się z ryfampicyny, dapsonu i klofazyminy przez 24 miesiące lub do momentu niewykrywania żywych prątków. Monoterapia lekami przeciwprątkowymi prowadzi do szybkiego powstania lekooporności. Podstawowe leki są zapewniane bezpłatnie przez Światową Organizację Zdrowia (WHO). Można też stosować szereg innych antybiotyków. W owrzodzeniach troficznych spowodowanych trądem skuteczne jest stosowanie osocza bogatopłytkowego.

## Historia
Trąd dotyka ludzkość od tysięcy lat. Łacińska nazwa choroby lepra pochodzi od stgr. λέπρα [léprā], które oznacza stan łuszczenia, zaś nazwa „choroba Hansena” pochodzi od lekarza Gerharda Armauera Hansena, odkrywcy prątka trądu.
W Polsce trąd pojawił się w drugiej połowie XIII wieku. Swoje apogeum choroba ta osiągnęła w wieku XV. Trędowatych leczono w Krakowie, w Szpitalu św. Walentego (powstał ok. 1327 r.) i w Szpitalu św. Leonarda (powstał w 1443 r.). Pod nazwą „trądu” współcześni rozumieli także inne choroby skórne, które w wymienionych szpitalach były również leczone. Ogniska trądu na terenie Polski wygasły w XVII wieku. Wtedy też leprozoria zamknięto lub zamieniono na szpitale dla „zapowietrzonych” (chorych zakaźnie) albo przytułki dla ubogich.
Liczba chorych w Europie znacznie zmniejszyła się po epidemii „czarnej śmierci” (dżumy) w XIV wieku, podczas której zmarła większość zakażonych. W następnych stuleciach przypadki zachorowań zdarzały się stosunkowo rzadko, a odkrycie w latach 30. XX wieku pierwszego, jeszcze mało skutecznego lekarstwa przeciw trądowi (dapsonu), przyniosło skutek w postaci jego ostatecznego zniknięcia. Ostatnie leprozorium w państwach Unii Europejskiej mieści się w Rumunii na skraju mokradeł delty Dunaju w osadzie Tichilești.
Izolowanie chorych w koloniach dla trędowatych nadal ma miejsce w krajach takich jak Indie, gdzie istnieje ponad tysiąc kolonii, Chiny, gdzie jest ich kilkaset, oraz w krajach Afryki. Niemniej jednak większość kolonii zamknięto. Przez większość ludzkich dziejów trąd wiązał się z piętnem społecznym, które nadal stanowi barierę w zakresie zgłaszania choroby i wdrożenia wczesnego leczenia. Światowy Dzień Trędowatych ustanowiono w 1954 roku, aby zwrócić uwagę na osoby chore na trąd.
W 2021 roku odkryto trąd również u dzikich szympansów.
W Bergen mieści się Muzeum Trądu (Lapramuseet). Położone jest w zabytkowym szpitalu Św. Jerzego, w którym w 1873 roku Armauer Hansen wyizolował prątek trądu.

## Klasyfikacja ICD10
| kod ICD10     | nazwa choroby                 |
| ------------- | ----------------------------- |
| ICD-10: A30   | Trąd [choroba Hansena]        |
| ICD-10: A30.0 | Trąd, nieokreślony            |
| ICD-10: A30.1 | Trąd tuberkuloidowy           |
| ICD-10: A30.2 | Trąd graniczny tuberkuloidowy |
| ICD-10: A30.3 | Trąd graniczny                |
| ICD-10: A30.4 | Trąd graniczny lepromatyczny  |
| ICD-10: A30.5 | Trąd lepromatyczny            |
| ICD-10: A30.8 | Inne postacie trądu           |
| ICD-10: A30.9 | Trąd, nieokreślony            |
| ICD-10: B92   | Następstwa trądu              |